# ゲオルク・レティクス

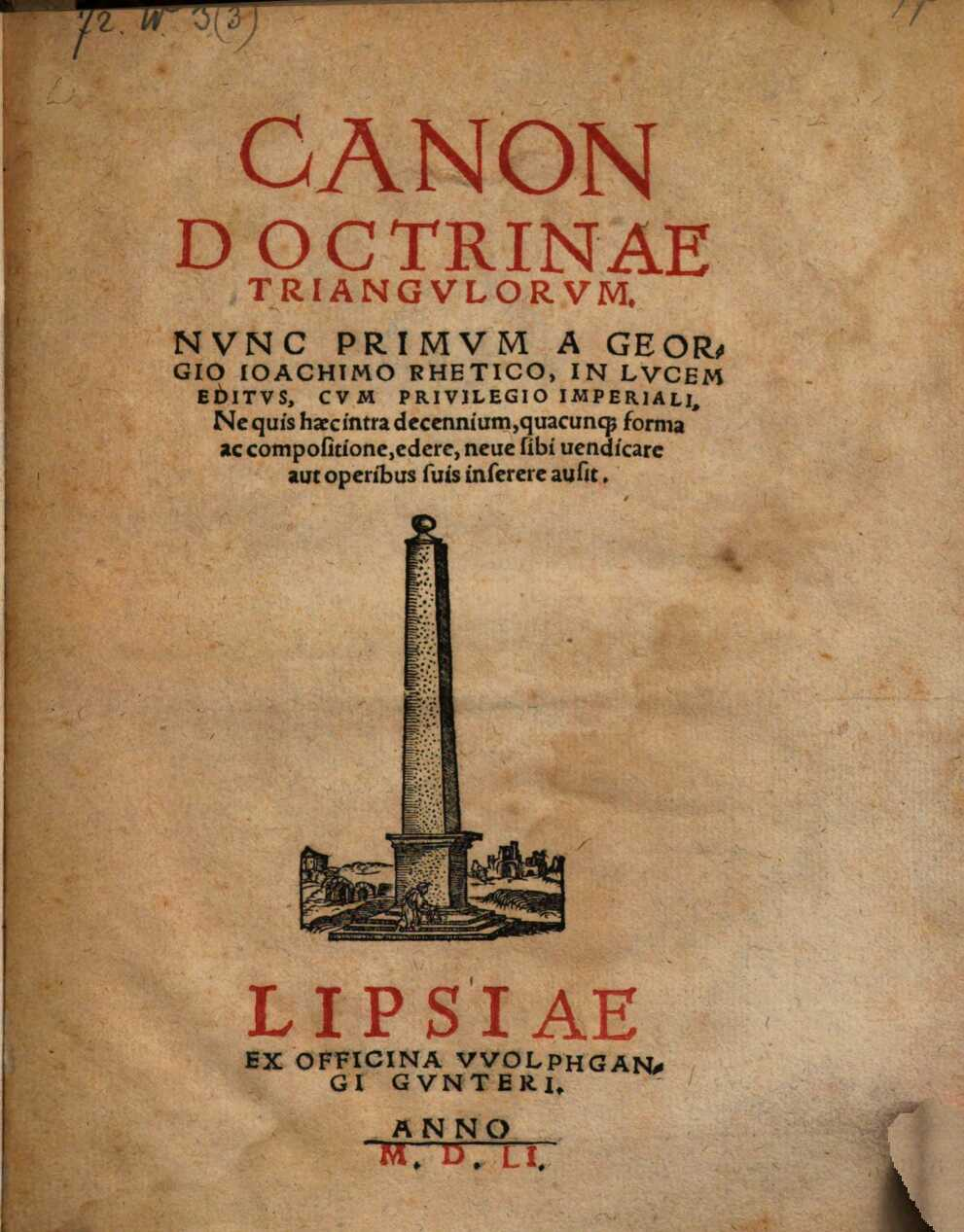
ゲオルク・レティクス

ゲオルク・ヨアヒム・レティクス（George Joachim Rheticus または Rhäticus, Rhetikus と表記、1514年2月16日 - 1574年12月4日）、本名：ゲオルク・ヨアヒム・フォン・ラオヒェン (Georg Joachim von Lauchen) は、オーストリアの数学者・天文学者。カナ表記はレーティクスやレチクスとされる場合もある。ニコラウス・コペルニクスの地動説の概要『ナラティオ・プリマ』を1540年に公刊し、彼に『天球の回転について』の出版を強く勧めた。

## 経歴
オーストリアのフェルトキルヒに生まれ、1528年から1531年までチューリッヒで数学を学んだ後、ヴィッテンベルクで学んだ。1537年にウィッテンベルク大学の教授となり、1539年から2年間フロンボルクでコペルニクスと暮らした。1539年にグダニスクを訪れ、市長の補助を得て『ナラティオ・プリマ』を1540年に公刊した。1542年にニュルンベルクを訪れてコペルニクスの『天球の回転について』の出版にかかわり、同書籍はコペルニクスの死の直前の1543年に刊行された。
ヴァルミアの司祭や司教をパトロンに持ち、ポーランド王ジグムント2世にも仕え、クラクフで長く教師を務めた後、1574年にハンガリーのコシツェで没した。